# الکسیس مانه
الکسیس مانه (انگلیسی: Alexis Mané؛ زادهٔ ۳۰ آوریل ۱۹۹۷) بازیکن فوتبال اهل فرانسه است که به عنوان هافبک برای باشگاه فوتبال ورسای بازی می‌کند.
از باشگاه‌هایی که در آن بازی کرده‌است می‌توان به باشگاه فوتبال گنگام اشاره کرد.
وی همچنین در تیم ملی فوتبال France U16 بازی کرده‌است.